# Elisabeth Dons Christensen
Elisabeth Dons Christensen (* 14. Mai 1944 in Vester Ørum) ist eine dänische lutherische Pastorin. Von 2003 bis 2014 amtierte sie als Bischöfin des Bistums Ribe der Dänischen Volkskirche.
Dons Christensen studierte an der Universität Aarhus. Nach dem Erwerb des Magistergrades 1973 unterrichtete sie Geschichte und Christentumskunde am Gymnasium in Esbjerg. Der damalige Bischof von Ribe Henrik Dons Christensen, ein Onkel ihres Ehemannes, überredete sie dazu, ein Theologiestudium zu beginnen, um als Pastorin arbeiten zu können. Sie wurde zunächst Hilfspastorin am Dom zu Ribe und legte 1993 berufsbegleitend das theologische Kandidatenexamen in Aarhus ab. 1997 übernahm sie eine Pfarrstelle in Søllerød im nördlichen Vorortbereich von Kopenhagen. Im Oktober 2003 wurde sie zur Bischöfin von Ribe gewählt; sie setzte sich dabei gegen Marianne Christiansen durch. Sie wurde am 14. Dezember 2003 eingeführt und amtierte bis zur Pensionierung am 1. Juni 2014.
Von 2006 bis 2010 war Dons Christensen Mitglied im Dänischen Ethikrat. 2011 wurde sie zur Vorsitzenden einer vom Kulturministeriet eingesetzten Wertekommission berufen, die aber nach der Folketingswahl 2011 und dem anschließenden Regierungswechsel schon Anfang 2012 wieder aufgelöst wurde. 2013 wurde sie zum Kommandeur des Dannebrogordens ernannt.
Dons Christensen war ab 1967 mit dem Verwaltungsjuristen Carl Henrik Dons Christensen verheiratet. Gemeinsam hatten sie vier Kinder, darunter den Diplomaten und Politiker Christian Dons Christensen (* 1969). Nachdem ihr Mann 1995 gestorben war, heiratete sie 1999 den Rechtsanwalt Thomas Bonnor.